# Pedicularis eriophora
Pedicularis eriophora är en snyltrotsväxtart som beskrevs av Porphir Kiril Nicolai Stepanowitsch Turczaninow. Pedicularis eriophora ingår i släktet spiror, och familjen snyltrotsväxter. Inga underarter finns listade i Catalogue of Life.